# Championnat de France féminin de football 1987-1988
Navigation
Édition précédente Édition suivante
Le Division 1 1987-1988  est la 14e édition du championnat de France féminin de football. Le premier niveau national du championnat féminin oppose trente clubs français répartis dans trois groupes de dix équipes, en une série de dix-huit rencontres jouées durant la saison de football. Les deux meilleures équipes de chaque groupe et les deux meilleures troisièmes sont qualifiées pour les quarts de finale de la compétition. La phase finale consiste en trois tours de confrontations directes aller-retour, à l’exception de la finale qui se joue sur un seul match.
Les deux dernières places de chaque groupe du championnat sont synonymes de relégation en division inférieure.
Lors de l'exercice précédent, l'USO Bruay-la-Buissière a gagné le droit d'évoluer à ce niveau.
À l'issue de la saison, le VGA Saint-Maur décroche le cinquième titre de champion de France de son histoire en battant en finale le FCF Hénin-Beaumont lors de la séance de tirs au but (3-2). Dans le bas du classement, l'AS Nancy-Lorraine, le Grenoble FF, l'AS Saint-Rémy, l'ESTC Poitiers et l'ASPTT Bordeaux, sont relégués en division inférieure. Le FCE Le Neubourg est quant à lui relégué pour raison administrative, permettant ainsi à l'USO Bruay-la-Buissière de se maintenir pour la saison suivante.

## Participants
Ces tableaux présentent les trente équipes qualifiées pour disputer le championnat 1987-1988. On y trouve le nom des clubs, la date de création du club, l'année de la dernière montée au sein de l'élite, leur classement de la saison précédente, le nom des stades ainsi que la capacité de ces derniers.
Le championnat comprend trois groupes de dix équipes.
Légende des couleurs
- Champion de Division 1 la saison précédente.
- Promu de division inférieure.

| \| I VGA Saint-Maur FCE Le Neubourg FCF Hénin-Beaumont ASPTT Strasbourg0 Poissy JSF Paris SG FCF Juvisy FC Metz AS Nancy-Lor. USO Bruay-la-Buissière \| Localisation des clubs engagés dans le groupe A du championnat. |
| I VGA Saint-Maur FCE Le Neubourg FCF Hénin-Beaumont ASPTT Strasbourg0 Poissy JSF Paris SG FCF Juvisy FC Metz AS Nancy-Lor. USO Bruay-la-Buissière                                                                       |

| Nom du club            | Date de création | Dernière montée | Classement 1986-1987 | Stade                       | Capacité | Vict. |
| ---------------------- | ---------------- | --------------- | -------------------- | --------------------------- | -------- | ----- |
| VGA Saint-Maur         | 1968             | -               | 1 (Gr. A)            | Stade Adolphe-Chéron        | -        | 4     |
| FCE Le Neubourg        | -                | 1986            | 1 (Gr. F)            | Stade Marcel Guillot        | -        | /     |
| FCF Hénin-Beaumont     | 1972             | -               | 2 (Gr. A)            | Stade Octave-Birembaut      | 3 000    | /     |
| ASPTT Strasbourg       | -                | 1984            | 2 (Gr. B)            | -                           | -        | /     |
| Poissy JSF             | -                | 1983            | 3 (Gr. F)            | -                           | -        | /     |
| Paris SG               | 1971             | 1979            | 3 (Gr. A)            | Stade Georges Lefevre       | 3 500    | /     |
| FCF Juvisy             | 1971             | 1986            | 4 (Gr. F)            | Stade Georges Maquin        | 2 000    | /     |
| FC Metz                | -                | -               | 4 (Gr. A)            | -                           | -        | /     |
| AS Nancy-Lorraine      | -                | 1986            | 4 (Gr. B)            | Stade Marcel-Picot (Annexe) | -        | /     |
| USO Bruay-la-Buissière | 1977             | 1987            | Div. Inf.            | Complexe Léo Lagrange       | -        | /     |

| \| FC Lyon OS Monaco AS Toussieu Toulouse OM Toulouse OAC FCF Valence Caluire SCSC AS Muret-Balma Grenoble FF RCF Mâcon AS Saint-Rémy \| Localisation des clubs engagés dans le groupe B du championnat. |
| FC Lyon OS Monaco AS Toussieu Toulouse OM Toulouse OAC FCF Valence Caluire SCSC AS Muret-Balma Grenoble FF RCF Mâcon AS Saint-Rémy                                                                       |

| Nom du club    | Date de création | Dernière montée | Classement 1986-1987 | Stade                   | Capacité | Vict. |
| -------------- | ---------------- | --------------- | -------------------- | ----------------------- | -------- | ----- |
| FC Lyon        | 1970             | 1978            | 1 (Gr. B)            | Plaine de Gerland       | 2 200    | /     |
| OS Monaco      | -                | 1985            | 1 (Gr. C)            | -                       | -        | /     |
| AS Toussieu    | 1971             | 1985            | 2 (Gr. C)            | -                       | -        | /     |
| Toulouse OM    | -                | 1983            | 2(Gr. D)             | -                       | -        | /     |
| FCF Valence    | -                | 1983            | 3 (Gr. C)            | -                       | -        | /     |
| Caluire SCSC   | 1968             | 1976            | 3 (Gr. B)            | Stade Terre des Lièvres | -        | /     |
| AS Muret-Balma | -                | 1980            | 3 (Gr. D)            | Stade Clément Ader      | 3 001    | /     |
| Grenoble FF    | 1983             | 1986            | 4 (Gr. C)            | -                       | -        | /     |
| RCF Mâcon      | 1984             | 1986            | 5 (Gr. B)            | Stade Pierre Guérin     | -        | /     |
| AS Saint-Rémy  | -                | 1986            | 5 (Gr. C)            | Stade de La Petite Crau | -        | /     |

| \| Saint-Brieuc SC ASJ Soyaux Tours EC US Montfaucon Stade quimperois AS Gagnerie ESTC Poitiers FCF Condéen ASPTT Bordeaux US Orléans \| Localisation des clubs engagés dans le groupe C du championnat. |
| Saint-Brieuc SC ASJ Soyaux Tours EC US Montfaucon Stade quimperois AS Gagnerie ESTC Poitiers FCF Condéen ASPTT Bordeaux US Orléans                                                                       |

| Nom du club      | Date de création | Dernière montée | Classement 1986-1987 | Stade                               | Capacité | Vict. |
| ---------------- | ---------------- | --------------- | -------------------- | ----------------------------------- | -------- | ----- |
| Saint-Brieuc SC  | 1973             | -               | 1 (Gr. E)            | Stade Fred-Aubert                   | 13 500   | /     |
| ASJ Soyaux       | 1968             | -               | 1(Gr. D)             | Stade Léo-Lagrange                  | 400      | 1     |
| Tours EC         | -                | 1983            | 2 (Gr. F)            | Stade de la Vallée du Cher (Annexe) | -        | /     |
| US Montfaucon    | -                | 1980            | 2 (Gr. E)            | Stade du Péché                      | -        | /     |
| Stade quimpérois | 1971             | 1975            | 3 (Gr. E)            | Stade de Kerhuel                    | 2 040    | /     |
| AS Gagnerie      | 1973             | 1983            | 4 (Gr. E)            | Stade Val de Chézine                | 300      | /     |
| ESTC Poitiers    | 1970             | 1985            | 4(Gr. D)             | Stade Jean-Luc Gaboreau             | -        | /     |
| FCF Condéen      | 1978             | 1981            | 5 (Gr. E)            | Stade Robert Gossart                | -        | /     |
| ASPTT Bordeaux   | -                | 1986            | 5(Gr. D)             | -                                   | -        | /     |
| US Orléans       | -                | 1980            | 7 (Gr. F)            | -                                   | -        | /     |

## Compétition

### Classement
Le classement est calculé avec le barème de points suivant : une victoire vaut deux points, le match nul un et la défaite zéro.
Critères de départage en cas d'égalité au classement :
1. classement aux points des matchs joués entre les clubs ex æquo ;
2. différence entre les buts marqués et les buts concédés par chacun d’eux au cours des matchs qui les ont opposés ;
3. différence entre les buts marqués et les buts concédés sur la totalité des matchs joués dans le championnat ;
4. plus grand nombre de buts marqués sur la totalité des matchs joués dans le championnat ;
5. en cas de nouvelle égalité, une rencontre supplémentaire aura lieu sur terrain neutre avec, éventuellement, l’épreuve des tirs au but.

Classement du Groupe A
| Rang | Équipe                   | Pts | J  | G  | N | P  | Bp | Bc | Diff |
| ---- | ------------------------ | --- | -- | -- | - | -- | -- | -- | ---- |
| 1    | FCF Hénin-Beaumont       | 34  | 18 | 16 | 2 | 0  | 65 | 9  | +56  |
| 2    | VGA Saint-Maur T         | 30  | 18 | 14 | 2 | 2  | 46 | 10 | +36  |
| 3    | Poissy JSF               | 24  | 18 | 11 | 2 | 5  | 34 | 22 | +12  |
| 4    | FCF Juvisy               | 23  | 18 | 8  | 7 | 3  | 36 | 23 | +13  |
| 5    | ASPTT Strasbourg         | 14  | 18 | 6  | 2 | 10 | 25 | 35 | -10  |
| 6    | Paris SG                 | 13  | 18 | 6  | 1 | 11 | 25 | 37 | -12  |
| 7    | FC Metz                  | 13  | 18 | 5  | 3 | 10 | 22 | 35 | -13  |
| 8    | FCE Le Neubourg          | 12  | 18 | 4  | 4 | 10 | 22 | 43 | -21  |
| 9    | USO Bruay-la-Buissière P | 11  | 18 | 5  | 1 | 11 | 20 | 37 | -17  |
| 10   | AS Nancy-Lorraine        | 6   | 18 | 1  | 4 | 13 | 14 | 58 | -44  |

|  | Qualifié pour les quarts de finale de la compétition. |
|  | Relégué en division inférieure. |
|  | T Tenant du titre. P Promu de division inférieure. Pts points ; G victoires ; N match nuls ; P défaites Bp buts marqués ; Bc buts encaissés ; Diff différence de buts |

Classement du Groupe B
| Rang | Équipe         | Pts | J  | G  | N | P  | Bp | Bc | Diff |
| ---- | -------------- | --- | -- | -- | - | -- | -- | -- | ---- |
| 1    | FC Lyon        | 29  | 18 | 13 | 3 | 1  | 56 | 9  | +47  |
| 2    | AS Toussieu    | 22  | 18 | 8  | 6 | 4  | 46 | 29 | +17  |
| 3    | Toulouse OM    | 22  | 18 | 8  | 6 | 4  | 52 | 32 | +20  |
| 4    | OS Monaco      | 21  | 18 | 9  | 3 | 6  | 44 | 39 | +5   |
| 5    | FCF Valence    | 18  | 18 | 6  | 6 | 6  | 34 | 32 | +2   |
| 6    | RCF Mâcon      | 18  | 18 | 7  | 4 | 7  | 35 | 36 | -1   |
| 7    | Caluire SCSC   | 16  | 18 | 4  | 8 | 6  | 21 | 32 | -11  |
| 8    | AS Muret-Balma | 14  | 18 | 4  | 6 | 8  | 14 | 28 | -14  |
| 9    | Grenoble FF    | 13  | 18 | 5  | 3 | 10 | 25 | 41 | -16  |
| 10   | AS Saint-Rémy  | 7   | 18 | 2  | 3 | 13 | 16 | 64 | -48  |

|  | Qualifié pour les quarts de finale de la compétition.                                                              |
|  | Relégué en division inférieure.                                                                                    |
|  | Pts points ; G victoires ; N match nuls ; P défaites Bp buts marqués ; Bc buts encaissés ; Diff différence de buts |

Classement du Groupe C
| Rang | Équipe           | Pts | J  | G  | N | P  | Bp | Bc | Diff |
| ---- | ---------------- | --- | -- | -- | - | -- | -- | -- | ---- |
| 1    | Saint-Brieuc SC  | 30  | 18 | 14 | 2 | 2  | 38 | 17 | +21  |
| 2    | Stade quimperois | 26  | 18 | 11 | 4 | 3  | 22 | 9  | +13  |
| 3    | ASJ Soyaux       | 26  | 18 | 11 | 4 | 3  | 32 | 15 | +17  |
| 4    | Tours EC         | 24  | 18 | 11 | 2 | 5  | 36 | 17 | +19  |
| 5    | AS Gagnerie      | 19  | 18 | 7  | 5 | 6  | 35 | 26 | +9   |
| 6    | US Orléans       | 17  | 18 | 6  | 5 | 7  | 23 | 20 | +3   |
| 7    | FCF Condéen      | 12  | 18 | 5  | 2 | 11 | 19 | 30 | -11  |
| 8    | US Montfaucon    | 10  | 18 | 4  | 2 | 12 | 19 | 34 | -15  |
| 9    | ESTC Poitiers    | 10  | 18 | 3  | 4 | 11 | 16 | 37 | -21  |
| 10   | ASPTT Bordeaux   | 6   | 18 | 1  | 4 | 13 | 15 | 50 | -35  |

|  | Qualifié pour les quarts de finale de la compétition.                                                              |
|  | Relégué en division inférieure.                                                                                    |
|  | Pts points ; G victoires ; N match nuls ; P défaites Bp buts marqués ; Bc buts encaissés ; Diff différence de buts |

Nota :
1. 1 2  Le FCE Le Neubourg est relégué administrativement à la fin de la saison, permettant ainsi à l'USO Bruay-la-Buissière de sauver sa place dans l'élite.

### Résultats
Groupe A
| Résultats (▼dom., ►ext.)                                   | Nan                                                          | Bru                                                          | Met                                                          | Hén                                                          | Qui                                                          | Neu                                                          | Par                                                          | Poi                                                          | S-M                                                          | Str                                                          |
| AS Nancy-Lorraine                                          | Aucune donnée connue à ce jour, votre aide est la bienvenue. | Aucune donnée connue à ce jour, votre aide est la bienvenue. | Aucune donnée connue à ce jour, votre aide est la bienvenue. | Aucune donnée connue à ce jour, votre aide est la bienvenue. | Aucune donnée connue à ce jour, votre aide est la bienvenue. | Aucune donnée connue à ce jour, votre aide est la bienvenue. | Aucune donnée connue à ce jour, votre aide est la bienvenue. | Aucune donnée connue à ce jour, votre aide est la bienvenue. | Aucune donnée connue à ce jour, votre aide est la bienvenue. | Aucune donnée connue à ce jour, votre aide est la bienvenue. |
| USO Bruay-la-Buissière                                     | Aucune donnée connue à ce jour, votre aide est la bienvenue. | Aucune donnée connue à ce jour, votre aide est la bienvenue. | Aucune donnée connue à ce jour, votre aide est la bienvenue. | Aucune donnée connue à ce jour, votre aide est la bienvenue. | Aucune donnée connue à ce jour, votre aide est la bienvenue. | Aucune donnée connue à ce jour, votre aide est la bienvenue. | Aucune donnée connue à ce jour, votre aide est la bienvenue. | Aucune donnée connue à ce jour, votre aide est la bienvenue. | Aucune donnée connue à ce jour, votre aide est la bienvenue. | Aucune donnée connue à ce jour, votre aide est la bienvenue. |
| FC Metz                                                    | Aucune donnée connue à ce jour, votre aide est la bienvenue. | Aucune donnée connue à ce jour, votre aide est la bienvenue. | Aucune donnée connue à ce jour, votre aide est la bienvenue. | Aucune donnée connue à ce jour, votre aide est la bienvenue. | Aucune donnée connue à ce jour, votre aide est la bienvenue. | Aucune donnée connue à ce jour, votre aide est la bienvenue. | Aucune donnée connue à ce jour, votre aide est la bienvenue. | Aucune donnée connue à ce jour, votre aide est la bienvenue. | Aucune donnée connue à ce jour, votre aide est la bienvenue. | Aucune donnée connue à ce jour, votre aide est la bienvenue. |
| FCF Hénin-Beaumont                                         | Aucune donnée connue à ce jour, votre aide est la bienvenue. | Aucune donnée connue à ce jour, votre aide est la bienvenue. | Aucune donnée connue à ce jour, votre aide est la bienvenue. | Aucune donnée connue à ce jour, votre aide est la bienvenue. | Aucune donnée connue à ce jour, votre aide est la bienvenue. | Aucune donnée connue à ce jour, votre aide est la bienvenue. | Aucune donnée connue à ce jour, votre aide est la bienvenue. | Aucune donnée connue à ce jour, votre aide est la bienvenue. | Aucune donnée connue à ce jour, votre aide est la bienvenue. | Aucune donnée connue à ce jour, votre aide est la bienvenue. |
| FCF Juvisy                                                 | Aucune donnée connue à ce jour, votre aide est la bienvenue. | Aucune donnée connue à ce jour, votre aide est la bienvenue. | Aucune donnée connue à ce jour, votre aide est la bienvenue. | Aucune donnée connue à ce jour, votre aide est la bienvenue. | Aucune donnée connue à ce jour, votre aide est la bienvenue. | Aucune donnée connue à ce jour, votre aide est la bienvenue. | Aucune donnée connue à ce jour, votre aide est la bienvenue. | Aucune donnée connue à ce jour, votre aide est la bienvenue. | Aucune donnée connue à ce jour, votre aide est la bienvenue. | Aucune donnée connue à ce jour, votre aide est la bienvenue. |
| FCE Le Neubourg                                            | Aucune donnée connue à ce jour, votre aide est la bienvenue. | Aucune donnée connue à ce jour, votre aide est la bienvenue. | Aucune donnée connue à ce jour, votre aide est la bienvenue. | Aucune donnée connue à ce jour, votre aide est la bienvenue. | Aucune donnée connue à ce jour, votre aide est la bienvenue. | Aucune donnée connue à ce jour, votre aide est la bienvenue. | Aucune donnée connue à ce jour, votre aide est la bienvenue. | Aucune donnée connue à ce jour, votre aide est la bienvenue. | Aucune donnée connue à ce jour, votre aide est la bienvenue. | Aucune donnée connue à ce jour, votre aide est la bienvenue. |
| Paris SG                                                   | Aucune donnée connue à ce jour, votre aide est la bienvenue. | Aucune donnée connue à ce jour, votre aide est la bienvenue. | Aucune donnée connue à ce jour, votre aide est la bienvenue. | Aucune donnée connue à ce jour, votre aide est la bienvenue. | Aucune donnée connue à ce jour, votre aide est la bienvenue. | Aucune donnée connue à ce jour, votre aide est la bienvenue. | Aucune donnée connue à ce jour, votre aide est la bienvenue. | Aucune donnée connue à ce jour, votre aide est la bienvenue. | Aucune donnée connue à ce jour, votre aide est la bienvenue. | Aucune donnée connue à ce jour, votre aide est la bienvenue. |
| Poissy JSF                                                 | Aucune donnée connue à ce jour, votre aide est la bienvenue. | Aucune donnée connue à ce jour, votre aide est la bienvenue. | Aucune donnée connue à ce jour, votre aide est la bienvenue. | Aucune donnée connue à ce jour, votre aide est la bienvenue. | Aucune donnée connue à ce jour, votre aide est la bienvenue. | Aucune donnée connue à ce jour, votre aide est la bienvenue. | Aucune donnée connue à ce jour, votre aide est la bienvenue. | Aucune donnée connue à ce jour, votre aide est la bienvenue. | Aucune donnée connue à ce jour, votre aide est la bienvenue. | Aucune donnée connue à ce jour, votre aide est la bienvenue. |
| VGA Saint-Maur                                             | Aucune donnée connue à ce jour, votre aide est la bienvenue. | Aucune donnée connue à ce jour, votre aide est la bienvenue. | Aucune donnée connue à ce jour, votre aide est la bienvenue. | Aucune donnée connue à ce jour, votre aide est la bienvenue. | Aucune donnée connue à ce jour, votre aide est la bienvenue. | Aucune donnée connue à ce jour, votre aide est la bienvenue. | Aucune donnée connue à ce jour, votre aide est la bienvenue. | Aucune donnée connue à ce jour, votre aide est la bienvenue. | Aucune donnée connue à ce jour, votre aide est la bienvenue. | Aucune donnée connue à ce jour, votre aide est la bienvenue. |
| ASPTT Strasbourg                                           | Aucune donnée connue à ce jour, votre aide est la bienvenue. | Aucune donnée connue à ce jour, votre aide est la bienvenue. | Aucune donnée connue à ce jour, votre aide est la bienvenue. | Aucune donnée connue à ce jour, votre aide est la bienvenue. | Aucune donnée connue à ce jour, votre aide est la bienvenue. | Aucune donnée connue à ce jour, votre aide est la bienvenue. | Aucune donnée connue à ce jour, votre aide est la bienvenue. | Aucune donnée connue à ce jour, votre aide est la bienvenue. | Aucune donnée connue à ce jour, votre aide est la bienvenue. | Aucune donnée connue à ce jour, votre aide est la bienvenue. |
| - Victoire à domicile - Match nul - Victoire à l'extérieur |                                                              |                                                              |                                                              |                                                              |                                                              |                                                              |                                                              |                                                              |                                                              |                                                              |

Groupe B
Source : Erik Garin et Hervé Morard, « France - List of Women Final Tables », sur rsssf.com
| Résultats (▼dom., ►ext.)                                   | Mâc | Gre | Lyo | Mon | Mur | Cal | SRP | Tou | Tou  | Val |
| RCF Mâcon                                                  |     | 2-0 | 0-2 | 1-1 | 3-0 | 3-1 | 4-0 | 1-1 | 3-1  | 3-0 |
| Grenoble FF                                                | 0-3 |     | 1-1 | 5-4 | 1-0 | 2-2 | 4-1 | 1-0 | 0-1  | 0-7 |
| FC Lyon                                                    | 4-1 | 5-0 |     | 4-2 | 2-0 | 3-0 | 7-0 | 5-0 | 1-0  | 6-0 |
| OS Monaco                                                  | 5-4 | 2-0 | 2-1 |     | 1-1 | 4-0 | 3-0 | 2-2 | 2-4  | 4-2 |
| AS Muret-Balma                                             | 3-2 | 3-1 | 0-2 | 1-2 |     | 0-1 | 2-0 | 1-1 | 1-1  | 1-0 |
| Caluire SCSC                                               | 3-3 | 2-2 | 0-2 | 3-0 | 0-0 |     | 1-0 | 1-4 | 0-3  | 1-1 |
| AS Saint-Rémy                                              | 1-0 | 1-6 | 0-8 | 0-4 | 0-0 | 2-2 |     | 3-3 | 2-10 | 2-0 |
| Toulouse OM                                                | 9-0 | 2-0 | 2-2 | 3-1 | 7-0 | 1-2 | 4-2 |     | 4-3  | 2-2 |
| AS Toussieu                                                | 2-2 | 3-1 | 2-1 | 4-5 | 1-1 | 1-1 | 2-0 | 4-1 |      | 3-3 |
| FCF Valence                                                | 3-0 | 3-1 | 1-1 | 4-0 | 3-0 | 1-1 | 1-0 | 2-6 | 1-1  |     |
| - Victoire à domicile - Match nul - Victoire à l'extérieur |     |     |     |     |     |     |     |     |      |     |

Groupe C
| Résultats (▼dom., ►ext.)                                   | S-B                                                          | Qui                                                          | Soy                                                          | Tou                                                          | Gag                                                          | Orl                                                          | Con                                                          | Mon                                                          | Poi                                                          | Bor                                                          |
| Saint-Brieuc SC                                            | Aucune donnée connue à ce jour, votre aide est la bienvenue. | Aucune donnée connue à ce jour, votre aide est la bienvenue. | Aucune donnée connue à ce jour, votre aide est la bienvenue. | Aucune donnée connue à ce jour, votre aide est la bienvenue. | Aucune donnée connue à ce jour, votre aide est la bienvenue. | Aucune donnée connue à ce jour, votre aide est la bienvenue. | Aucune donnée connue à ce jour, votre aide est la bienvenue. | Aucune donnée connue à ce jour, votre aide est la bienvenue. | Aucune donnée connue à ce jour, votre aide est la bienvenue. | Aucune donnée connue à ce jour, votre aide est la bienvenue. |
| Stade quimperois                                           | Aucune donnée connue à ce jour, votre aide est la bienvenue. | Aucune donnée connue à ce jour, votre aide est la bienvenue. | Aucune donnée connue à ce jour, votre aide est la bienvenue. | Aucune donnée connue à ce jour, votre aide est la bienvenue. | Aucune donnée connue à ce jour, votre aide est la bienvenue. | Aucune donnée connue à ce jour, votre aide est la bienvenue. | Aucune donnée connue à ce jour, votre aide est la bienvenue. | Aucune donnée connue à ce jour, votre aide est la bienvenue. | Aucune donnée connue à ce jour, votre aide est la bienvenue. | Aucune donnée connue à ce jour, votre aide est la bienvenue. |
| ASJ Soyaux                                                 | Aucune donnée connue à ce jour, votre aide est la bienvenue. | Aucune donnée connue à ce jour, votre aide est la bienvenue. | Aucune donnée connue à ce jour, votre aide est la bienvenue. | Aucune donnée connue à ce jour, votre aide est la bienvenue. | Aucune donnée connue à ce jour, votre aide est la bienvenue. | Aucune donnée connue à ce jour, votre aide est la bienvenue. | Aucune donnée connue à ce jour, votre aide est la bienvenue. | Aucune donnée connue à ce jour, votre aide est la bienvenue. | Aucune donnée connue à ce jour, votre aide est la bienvenue. | Aucune donnée connue à ce jour, votre aide est la bienvenue. |
| Tours EC                                                   | Aucune donnée connue à ce jour, votre aide est la bienvenue. | Aucune donnée connue à ce jour, votre aide est la bienvenue. | Aucune donnée connue à ce jour, votre aide est la bienvenue. | Aucune donnée connue à ce jour, votre aide est la bienvenue. | Aucune donnée connue à ce jour, votre aide est la bienvenue. | Aucune donnée connue à ce jour, votre aide est la bienvenue. | Aucune donnée connue à ce jour, votre aide est la bienvenue. | Aucune donnée connue à ce jour, votre aide est la bienvenue. | Aucune donnée connue à ce jour, votre aide est la bienvenue. | Aucune donnée connue à ce jour, votre aide est la bienvenue. |
| AS Gagnerie                                                | Aucune donnée connue à ce jour, votre aide est la bienvenue. | Aucune donnée connue à ce jour, votre aide est la bienvenue. | Aucune donnée connue à ce jour, votre aide est la bienvenue. | Aucune donnée connue à ce jour, votre aide est la bienvenue. | Aucune donnée connue à ce jour, votre aide est la bienvenue. | Aucune donnée connue à ce jour, votre aide est la bienvenue. | Aucune donnée connue à ce jour, votre aide est la bienvenue. | Aucune donnée connue à ce jour, votre aide est la bienvenue. | Aucune donnée connue à ce jour, votre aide est la bienvenue. | Aucune donnée connue à ce jour, votre aide est la bienvenue. |
| US Orléans                                                 | Aucune donnée connue à ce jour, votre aide est la bienvenue. | Aucune donnée connue à ce jour, votre aide est la bienvenue. | Aucune donnée connue à ce jour, votre aide est la bienvenue. | Aucune donnée connue à ce jour, votre aide est la bienvenue. | Aucune donnée connue à ce jour, votre aide est la bienvenue. | Aucune donnée connue à ce jour, votre aide est la bienvenue. | Aucune donnée connue à ce jour, votre aide est la bienvenue. | Aucune donnée connue à ce jour, votre aide est la bienvenue. | Aucune donnée connue à ce jour, votre aide est la bienvenue. | Aucune donnée connue à ce jour, votre aide est la bienvenue. |
| FCF Condéen                                                | Aucune donnée connue à ce jour, votre aide est la bienvenue. | Aucune donnée connue à ce jour, votre aide est la bienvenue. | Aucune donnée connue à ce jour, votre aide est la bienvenue. | Aucune donnée connue à ce jour, votre aide est la bienvenue. | Aucune donnée connue à ce jour, votre aide est la bienvenue. | Aucune donnée connue à ce jour, votre aide est la bienvenue. | Aucune donnée connue à ce jour, votre aide est la bienvenue. | Aucune donnée connue à ce jour, votre aide est la bienvenue. | Aucune donnée connue à ce jour, votre aide est la bienvenue. | Aucune donnée connue à ce jour, votre aide est la bienvenue. |
| US Montfaucon                                              | Aucune donnée connue à ce jour, votre aide est la bienvenue. | Aucune donnée connue à ce jour, votre aide est la bienvenue. | Aucune donnée connue à ce jour, votre aide est la bienvenue. | Aucune donnée connue à ce jour, votre aide est la bienvenue. | Aucune donnée connue à ce jour, votre aide est la bienvenue. | Aucune donnée connue à ce jour, votre aide est la bienvenue. | Aucune donnée connue à ce jour, votre aide est la bienvenue. | Aucune donnée connue à ce jour, votre aide est la bienvenue. | Aucune donnée connue à ce jour, votre aide est la bienvenue. | Aucune donnée connue à ce jour, votre aide est la bienvenue. |
| ESTC Poitiers                                              | Aucune donnée connue à ce jour, votre aide est la bienvenue. | Aucune donnée connue à ce jour, votre aide est la bienvenue. | Aucune donnée connue à ce jour, votre aide est la bienvenue. | Aucune donnée connue à ce jour, votre aide est la bienvenue. | Aucune donnée connue à ce jour, votre aide est la bienvenue. | Aucune donnée connue à ce jour, votre aide est la bienvenue. | Aucune donnée connue à ce jour, votre aide est la bienvenue. | Aucune donnée connue à ce jour, votre aide est la bienvenue. | Aucune donnée connue à ce jour, votre aide est la bienvenue. | Aucune donnée connue à ce jour, votre aide est la bienvenue. |
| ASPTT Bordeaux                                             | Aucune donnée connue à ce jour, votre aide est la bienvenue. | Aucune donnée connue à ce jour, votre aide est la bienvenue. | Aucune donnée connue à ce jour, votre aide est la bienvenue. | Aucune donnée connue à ce jour, votre aide est la bienvenue. | Aucune donnée connue à ce jour, votre aide est la bienvenue. | Aucune donnée connue à ce jour, votre aide est la bienvenue. | Aucune donnée connue à ce jour, votre aide est la bienvenue. | Aucune donnée connue à ce jour, votre aide est la bienvenue. | Aucune donnée connue à ce jour, votre aide est la bienvenue. | Aucune donnée connue à ce jour, votre aide est la bienvenue. |
| - Victoire à domicile - Match nul - Victoire à l'extérieur |                                                              |                                                              |                                                              |                                                              |                                                              |                                                              |                                                              |                                                              |                                                              |                                                              |

### Phase finale
Source : Erik Garin et Hervé Morard, « France - List of Women Final Tables », sur rsssf.com
|  | Quarts de finale | Quarts de finale   | Quarts de finale   | Quarts de finale   |                    |                    | Demi-finales | Demi-finales | Demi-finales | Demi-finales |  |  | Finale | Finale | Finale | Finale |
|  |                  |                    |                    |                    |                    |                    |              |              |              |              |  |  |        |        |        |        |
|  |                  |                    |                    |                    |                    |                    |              |              |              |              |  |  | Guéret |        |        |        |
|  |                  |                    |                    |                    |                    |                    |              |              |              |              |  |  |        |        |        |        |
|  | 2e gr.C          | Saint-Brieuc SC    | 3                  | 2                  |                    |                    |              |              |              |              |  |  |        |        |        |        |
|  | 2e gr.C          | Saint-Brieuc SC    | 3                  | 2                  |                    |                    |              |              |              |              |  |  |        |        |        |        |
|  | 1er gr.C         | Toulouse OM        | 1                  | 1                  |                    |                    |              |              |              |              |  |  |        |        |        |        |
|  | 1er gr.C         | Toulouse OM        | 1                  | 1                  | Saint-Brieuc SC    | Saint-Brieuc SC    | 1            | 0            |              |              |  |  |        |        |        |        |
|  |                  |                    |                    |                    | Saint-Brieuc SC    | Saint-Brieuc SC    | 1            | 0            |              |              |  |  |        |        |        |        |
|  |                  |                    | VGA Saint-Maur     | VGA Saint-Maur     | 1                  | 2                  |              |              |              |              |  |  |        |        |        |        |
|  | 2e gr.A          | VGA Saint-Maur     | VGA Saint-Maur     | VGA Saint-Maur     | 1                  | 2                  | 3            | 0            |              |              |  |  |        |        |        |        |
|  | 2e gr.A          | VGA Saint-Maur     |                    |                    |                    |                    |              | 0            |              |              |  |  |        |        |        |        |
|  | 3e gr.C          | Stade quimperois   | 0                  | 0                  |                    |                    |              |              |              |              |  |  |        |        |        |        |
|  | 3e gr.C          | Stade quimperois   | 0                  | 0                  | VGA Saint-Maur     | VGA Saint-Maur     | 1 (3)        | 1 (3)        |              |              |  |  |        |        |        |        |
|  |                  |                    |                    |                    | VGA Saint-Maur     | VGA Saint-Maur     | 1 (3)        | 1 (3)        |              |              |  |  |        |        |        |        |
|  |                  |                    | FCF Hénin-Beaumont | FCF Hénin-Beaumont | 1 (2)              | 1 (2)              |              |              |              |              |  |  |        |        |        |        |
|  | 3e gr.B          | AS Toussieu        | FCF Hénin-Beaumont | FCF Hénin-Beaumont | 1 (2)              | 1 (2)              | 0            | 1            |              |              |  |  |        |        |        |        |
|  | 3e gr.B          | AS Toussieu        |                    |                    |                    |                    |              |              |              |              |  |  |        |        |        |        |
|  | 1er gr.A         | FCF Hénin-Beaumont | 4                  | 8                  |                    |                    |              |              |              |              |  |  |        |        |        |        |
|  | 1er gr.A         | FCF Hénin-Beaumont | 4                  | 8                  | FCF Hénin-Beaumont | FCF Hénin-Beaumont | 3            | 1            |              |              |  |  |        |        |        |        |
|  |                  |                    |                    |                    | FCF Hénin-Beaumont | FCF Hénin-Beaumont | 3            | 1            |              |              |  |  |        |        |        |        |
|  |                  |                    | Poissy JSF         | Poissy JSF         | 0                  | 1                  |              |              |              |              |  |  |        |        |        |        |
|  | 1er gr.B         | Poissy JSF         | Poissy JSF         | Poissy JSF         | 0                  | 1                  | 1            | 2            |              |              |  |  |        |        |        |        |
|  | 1er gr.B         | Poissy JSF         |                    |                    |                    |                    |              | 2            |              |              |  |  |        |        |        |        |
|  | 2e gr.B          | FC Lyon            | 0                  | 2                  |                    |                    |              |              |              |              |  |  |        |        |        |        |
|  | 2e gr.B          | FC Lyon            | 0                  | 2                  |                    |                    |              |              |              |              |  |  |        |        |        |        |
|  |                  |                    |                    |                    |                    |                    |              |              |              |              |  |  |        |        |        |        |

## Bilan de la saison
| Championnat de France féminin de football 1987-1988 |                           |
| Champion                                            | VGA Saint-Maur (5e titre) |
| Dauphin                                             | FCF Hénin-Beaumont        |
| Promotions et relégations                           |                           |
| Promus en Division 1                                | Entente Saint-Pierraise   |
| Promus en Division 1                                | Stade de Reims            |
| Promus en Division 1                                | UFF Besançon              |
| Promus en Division 1                                | Toulouse OAC              |
| Promus en Division 1                                | JS Passirac               |
| Promus en Division 1                                | US Villaines              |
| Relégués en Division d'Honneur                      | FCE Le Neubourg           |
| Relégués en Division d'Honneur                      | AS Nancy-Lorraine         |
| Relégués en Division d'Honneur                      | Grenoble FF               |
| Relégués en Division d'Honneur                      | AS Saint-Rémy             |
| Relégués en Division d'Honneur                      | ESTC Poitiers             |
| Relégués en Division d'Honneur                      | ASPTT Bordeaux            |